# بیگدلی (نام خانوادگی)
بیگدلی یک نام خانوادگی است. افراد شاخص با این نام از این قرارند:
- آذر بیگدلی، شاعر و تذکره نویس قرن دوازدهم
- محمدرضا ضیائی بیگدلی، استاد رشته حقوق
- علی بیگدلی، استاد دانشگاه، کارشناس مسائل بین الملل، مورخ و پژوهشگر دوران معاصر
- یدالله بیگدلی، زره پوش ویژه دربار در زمان رضا شاه پهلوی
- علیرضا بیگدلی، دیپلمات ایرانی